# Vent zonda

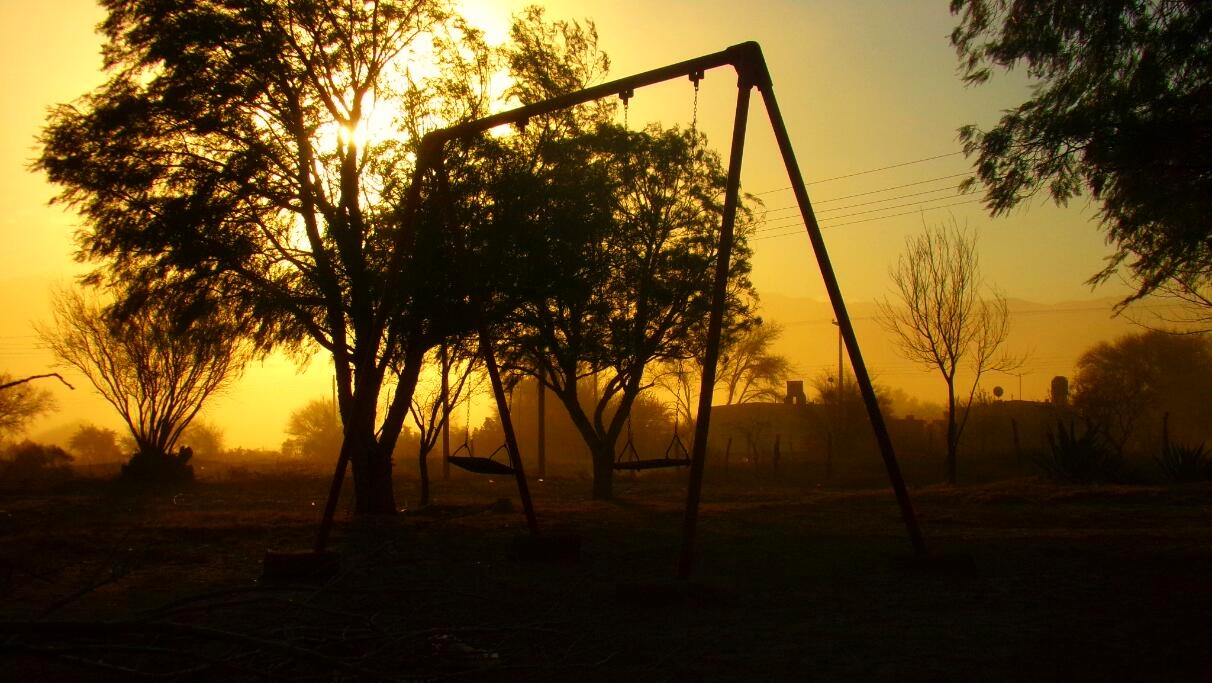
Paisatge amb vent zonda a la Província de La Rioja (Argentina)

El zonda és un vent argentí, local, sec i càlid que bufa sovint i porta molta brutícia sobre els contraforts orientals dels Andes, a l'Argentina. Aquest vent neix en l'anticicló de l'oceà Pacífic, per la qual cosa s'inicia com un vent fred i humit. Posteriorment, és desviat pel cicló de la Pre-serralada i entra en la zona d'altures superiors, xocant i generant pluges orogràfiques i nevades en el cim de la serralada. Més endavant, entra en el territori argentí (províncies de Mendoza, San Juan, Catamarca, Salta i La Rioja) en forma seca i baixa la serralada, augmentant la seva temperatura pel reescalfament adiabàtic o efecte foehn, generant temperatures de fins a 40 °C.
Aquest vent beneficia la regió de Cuyo, ja que les nevades proporcionen disponibilitat d'aigua. El zonda es desenvolupa entre els mesos de maig i octubre.
Els seus efectes se senten en la província de la Rioja, Mendoza i de manera més forta a San Juan i a Catamarca, i en particular en la ciutat de Tinogasta, on el vent se sent amb més força.

## Llegenda del seu origen
Segons la llegenda, Gilanco era un jove huarpa fort i àgil que mai fallava un tret amb el seu arc. Era admirat pel seu poble. Portat per la vanitat, pujava les muntanyes matant tots els animals al seu pas només per diversió; això irritava Yastay, divinitat protectora dels animals de les muntanyes, el qual es va aparèixer i li va dir que la Pacha Mama no tolerava més els seus actes i que si hi tornava rebria un gran càstig.
Després d'un temps, Gilanco va tornar amb les seves malifetes. Pacha Mama se li va aparèixer, deixant suspesa en l'aire la seva fletxa, i el va envoltar en remolins de pols arenosa. Va dir que havia estat molt despietat i cruel i rebria el seu càstig. Un gran remolí de vent el va aixecar pels aires i un vent calent va començar a allunyar-se de l'indret, arrossegant tot sobre el terra. Des de llavors, es diu, bufa el vent zonda quan algú desobeeix la Pacha Mama.